# Skirer
Skirer var ett östgermanskt folk som ursprungligen bodde vid Östersjön och floden Wisła. Redan 190 f.Kr. uppträdde dock en skara skirer, sannolikt tillsammans med bastarnerna, vid Svarta havet, där de hotade den grekiska kolonin Olbia. De stannade kvar på Balkan och gjorde upprepade attacker mot den inhemska befolkningen, tills de slutligen fördrevs av romarna år 29 f.Kr.
Skirernas slutliga uppbrott från Wisłatrakten tycks emellertid ha ägt rum först i sammanhang med den gotiska utvandringen mot slutet av 100-talet. De slog sig då först ned i Galizien, där de underkuvades av hunnerna omkring år 380. Med dessa följde de Attila på fälttåget till Gallien, men frigjorde sig 458 efter hans död. De var då bosatta i nordvästra Ungern, och besegrades 469 av ostrogoterna, varpå de råkade i upplösning.
Skirerna var tillsammans med bastarnerna de första kända germanstammarna som hotade Romarriket. En del av de legotrupper, som under den heruliske hövdingen Odovakar 476 störtade Västromerska kejsardömet utgjordes av skirer. Därefter försvinner deras namn ur historien.